# ديفيد فرانكلين هيوستن
ديفيد فرانكلين هيوستن (بالإنجليزية: David F. Houston)‏ (و. 1866 – 1940 م) هو سياسي وأكاديمي ورجل أعمال من الولايات المتحدة. ولد في مونرو، كارولاينا الشمالية.
تولى منصب وزير الزراعة الخامس ومنصب وزير الخزانة الأمريكي الثامن والأربعين في عهد الرئيس وودرو ويلسون. وهو سياسي محافظ في الحزب الديمقراطي الأمريكي .

## التعليم
تعلم في جامعة كارولاينا الجنوبية، وجامعة هارفارد.

## روابط خارجية
- ديفيد فرانكلين هيوستن على موقع إن إن دي بي (الإنجليزية)